# オストログラドスキーの定理
オストログラドスキーの定理 (オストログラドスキーのていり、theorem of Ostrogradsky) とは、力学変数の高階微分を運動方程式に含む物理系のハミルトニアンが下に非有界となることを述べる定理である。1850年にミハイル・オストログラドスキーにより証明された。この定理は、運動方程式に高階微分項が含まれる系には一定の条件を満足する場合を除き物理的に不安定なモードが存在するため、そのような系は物理的ではないことを示している。2007年の Woodard の講義録で紹介されたことにより修正重力理論および宇宙論の文脈でこの定理への関心が高まった。

## 概要
一般化座標 {\displaystyle q} により記述される物理系について考える。通常の物理系ではそのラグランジアン {\displaystyle L} は座標 {\displaystyle q} と速度 {\displaystyle {\dot {q}}} の関数 {\displaystyle L=L(q,{\dot {q}})} である。 このとき、系の運動方程式はラグランジュ方程式
{\displaystyle {\frac {\partial L}{\partial q}}-{\frac {d}{dt}}{\frac {\partial L}{\partial {\dot {q}}}}=0}
であり、従ってこれは座標 {\displaystyle q} に関する2階微分方程式である、つまりこの系の運動方程式は座標 {\displaystyle q} の時間による2階微分 (加速度) {\displaystyle {\ddot {q}}} を含む。例えばラグランジアン {\displaystyle L={\frac {1}{2}}m{\dot {q}}^{2}-V(q)} に対応するニュートンの運動方程式
{\displaystyle m{\frac {d^{2}q}{dt^{2}}}=F(q),\ \ F(q)=-{\frac {dV}{dq}}(q)}
はまさにそのようになっている他、電磁場の方程式であるマクスウェル方程式や重力場の方程式であるアインシュタイン方程式も同じように2階微分方程式である。
ラグランジアン {\displaystyle L} が座標 {\displaystyle q}, 速度 {\displaystyle {\dot {q}}}, 加速度 {\displaystyle {\ddot {q}}} の関数 {\displaystyle L=L(q,{\dot {q}},{\ddot {q}})} であるような物理系について考えると、そのラグランジュ方程式
{\displaystyle {\frac {\partial L}{\partial q}}-{\frac {d}{dt}}{\frac {\partial L}{\partial {\dot {q}}}}+{\frac {d^{2}}{dt^{2}}}{\frac {\partial L}{\partial {\ddot {q}}}}=0}
は座標 {\displaystyle q} に関する3階以上の微分方程式になり得る。このような系に関して、オストログラドスキーの定理は次のことを主張する。
ラグランジアン {\displaystyle L=L(q,{\dot {q}},{\ddot {q}})} により記述される物理系について、そのラグランジアンが加速度 {\displaystyle {\ddot {q}}} に関する非縮退条件 {\displaystyle {\frac {\partial ^{2}L}{\partial {\ddot {q}}^{2}}}\neq 0} を満足するとき、この系のハミルトニアン {\displaystyle H} は上下ともに非有界となる。
一般にオストログラドスキーの定理が適用される系のハミルトニアンは、少なくともひとつの正準運動量 {\displaystyle P} の線型な関数であり、上下ともに非有界となる。このこと自体は不安定性の存在を直ちに意味するわけではないが、そのような系が他の自由度と相互作用を持つと、エネルギー最小状態 (基底状態) が存在しないため不安定な系となる。この意味でオストログラドスキーの定理により存在が保証される不安定性は線型不安定性またはオストログラドスキー不安定性と呼ばれ、また線型不安定性を持つ力学自由度のことをオストログラドスキーゴーストと呼ぶ。オストログラドスキーの定理は、通常の物理系の運動方程式が (ニュートンの運動方程式のように) 2階微分方程式として定式化される理由を説明すると解釈される。
より一般的な多自由度系におけるオストログラドスキー不安定性の解析は Motohashi et al. (2016) で与えられている。

## 具体例
次のラグランジアンにより記述される系について考える。
{\displaystyle L={\frac {1}{2}}{\ddot {q}}^{2}}
この系の運動方程式は {\displaystyle {\frac {d^{4}q}{dt^{4}}}=0} という4階微分方程式である。この系はラグランジュ未定乗数 {\displaystyle \lambda } を導入することにより、座標 {\displaystyle (q,Q,\lambda )} で記述される次のラグランジアンへと書き換えられる。
{\displaystyle L={\frac {1}{2}}{\dot {Q}}^{2}-\lambda (Q-{\dot {q}})}
これを正準形式へと書き換えることを考える。{\displaystyle q}, {\displaystyle Q}, {\displaystyle \lambda } に対応する正準運動量をそれぞれ {\displaystyle p}, {\displaystyle P}, {\displaystyle \Lambda } とすると
{\displaystyle p={\frac {\partial L}{\partial {\dot {q}}}}=\lambda ,\ \ P={\frac {\partial L}{\partial {\dot {Q}}}}={\dot {Q}},\ \ \Lambda ={\frac {\partial L}{\partial {\dot {\lambda }}}}=0}
となるが、このうち第1式および第3式は一般化速度 {\displaystyle {\dot {q}}}, {\displaystyle {\dot {\lambda }}} について解くことができないため、これは拘束系となっている。対応するハミルトニアン
{\displaystyle H=p{\dot {q}}+P{\dot {Q}}+\Lambda {\dot {\lambda }}-L}
は、拘束条件を満足する超曲面上での等式 (弱等式) として
{\displaystyle H={\frac {1}{2}}P^{2}+pQ}
という形に求まる。これは運動量 {\displaystyle p} に線型に依存し、上下ともに非有界である。こうしてオストログラドスキーの定理が成立することが確認される。なお一般に定理が成立することを証明するには、この議論を任意のラグランジアン {\displaystyle L(q,{\dot {q}},{\ddot {q}})} に対して実行すればよい。
この系についてオストログラドスキーゴーストに対応する自由度を次のような書き換えを通じて陽に分離することも可能である。まず、上の系は
{\displaystyle L={\ddot {q}}Q-{\frac {1}{2}}Q^{2}}
というラグランジアンと等価である (つまり等価な運動方程式を導く)。そこで新しい変数 {\displaystyle x}, {\displaystyle y} を
{\displaystyle x={\frac {q+Q}{\sqrt {2}}},\ \ y={\frac {q-Q}{\sqrt {2}}}}
により定義し、ラグランジアンを座標 {\displaystyle x}, {\displaystyle y} を用いて書き直すと
{\displaystyle L=-{\frac {1}{2}}{\dot {x}}^{2}+{\frac {1}{2}}{\dot {y}}^{2}-{\frac {1}{4}}(x-y)^{2}}
となる。このとき、座標 {\displaystyle x} に関する運動項 {\displaystyle -{\frac {1}{2}}{\dot {x}}^{2}} は負符号を取り、このためにハミルトニアンが下に非有界となっていることが見て取れる。すなわち力学変数 {\displaystyle x} が表す自由度がオストログラドスキーゴーストである。

## 修正重力理論への応用
一般相対性理論では重力場は計量テンソル {\displaystyle g_{\mu \nu }} により表現され、アインシュタイン方程式に従う。重力場に加えてスカラー場 {\displaystyle \phi } の自由度を持つ修正重力理論 (スカラー・テンソル理論) において、ラグランジアンに高階微分を含むが運動方程式が2階微分方程式となる最も一般的な理論のクラスとしてホルンデスキー理論が知られている。その拡張として運動方程式に高階微分を含む理論を考えようとすると、オストログラドスキー不安定性のために一般にはゴーストが現れるため、健全な理論を構成することは自明ではなくなる。Langlois & Noui は2015年に実際にスカラー・テンソル理論に対してオストログラドスキーの定理を適用し、オストログラドスキーゴーストが存在しないが運動方程式が高階微分であるような理論を構成した。これはオストログラドスキーの定理の仮定である非縮退条件を破る (縮退条件を課す) ことによって実現される。